# Erroll Grandy
Erroll „Groundhog“ Grandy (* 2. Januar 1921 in Norfolk (Virginia); † 12. Juni 1991) war ein US-amerikanischer Jazz-Organist und Musikpädagoge.
Erroll „Groundhog“ Grandy wird als der „Pate des Jazz“ in Indianapolis angesehen. Er war Förderer von später bekannten Jazzmusikern wie Wes Montgomery, Freddie Hubbard, J. J. Johnson und Slide Hampton. Nachdem er 1936 nach Indianapolis gezogen war, graduierte Grandy 1940 an der Crispus Attucks High School und studierte anschließend am Arthur Jordan Conservatory of Music an der Butler University, das er mit seinen Auftritten im Boulevard Kitchen (21st and Boulevard Place) finanzierte.  In den frühen 1950er Jahren leitete er eine eigene Band, mit der er in Clubs der Indiana Avenue auftrat. Er spielte in den 1950er Jahren auch in der Band von Jimmy Coe und im Trio von Count Fisher. Außerdem begleitete er in der Stadt gastierende Künstler wie Dinah Washington, Billie Holiday und Lionel Hampton. In den 1970er Jahren gehörte er der Formation  Three Way Street an, der auch der Sänger Jimmy Guilford angehörte. 1984 organisierte die Stadt Indianapolis ihm zu Ehren der Grandy Day, der auch ein Benefizkonzert zu seiner Unterstützung umfasste.